# Humanizm renesansowy

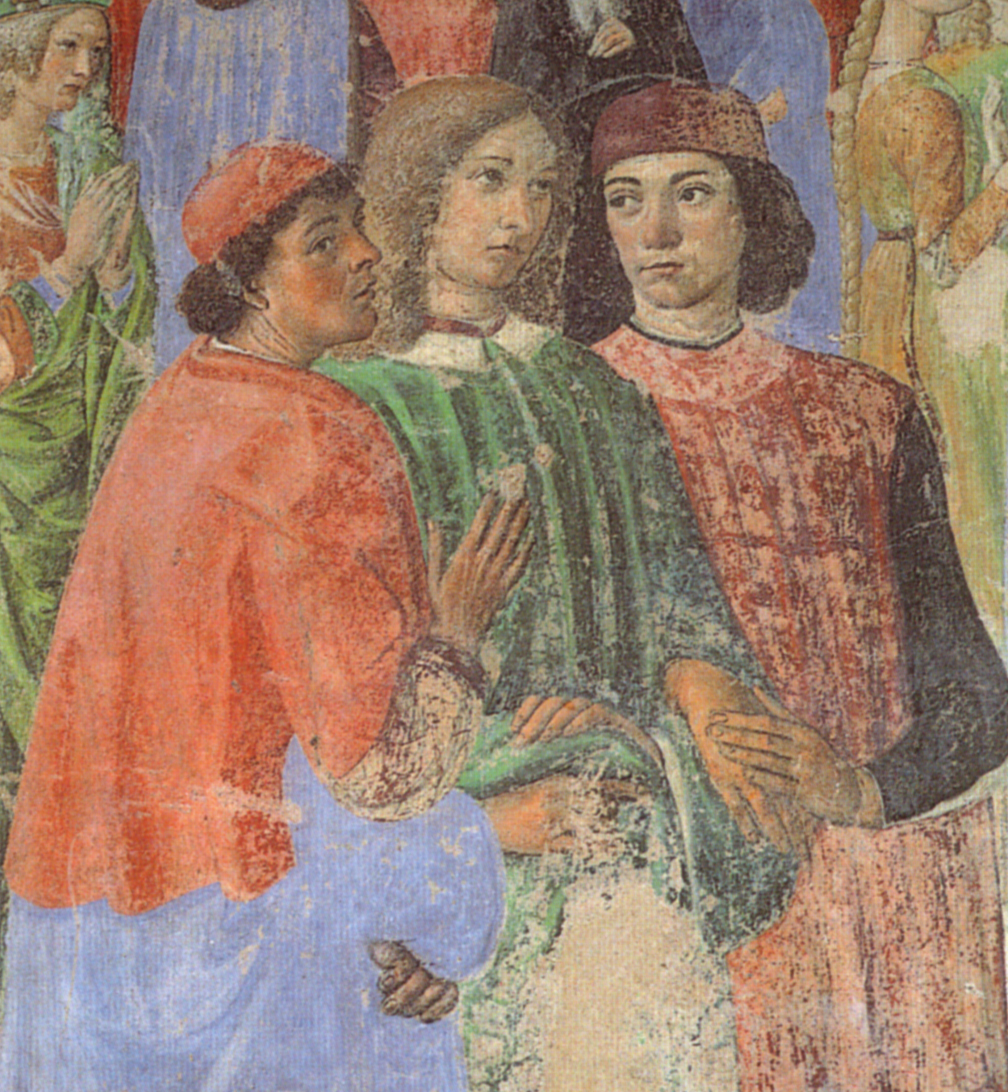
Pico della Mirandola (pośrodku), Marsilio Ficino (po lewej) i Angelo Poliziano

Humanizm renesansowy – główny prąd intelektualny epoki renesansu; ruch filozoficzny, kulturowy i moralny powstały w XV wieku we Włoszech, a zarysowujący się już w XIV wieku w wielu aspektach kultury średniowiecznej, zmierzający do odrodzenia znajomości literatury i języków klasycznych. Pomimo że z humanizmu renesansowego wywodzi się wiele współczesnych postaw światopoglądowych, nie należy go utożsamiać z humanitaryzmem, ani współczesnymi postaciami humanizmu, takimi jak obecne w egzystencjalizmie i personalizmie.

## Geneza nazwy
Termin humanizm powstał w XIX wieku, kiedy niemiecki uczony Friedrich Immanuel Niethammer użył go jako określenia wykształcenia literackiego opartego na znajomości łaciny i greki oraz literatury powstałej w tych językach, a także humanizmu włoskiego. Wywodzi się ono z rzymskiego pojęcia „cultus atque humanitas” analizowanego przez Cycerona, który stał się patronem duchowym humanistów.

## Charakterystyka
Humanizm był najbardziej charakterystycznym nurtem renesansu, decydując o odrębności epoki wobec średniowiecza. Rozwinął się w XV i XVI w. we Włoszech, skąd jego wpływy rozprzestrzeniły się na całą Europę. Swój właściwy początek miał we Florencji w ostatnich dziesięcioleciach XIV wieku, np. w twórczości Petrarki.
Nurt ten miał dwie charakterystyczne cechy: fascynację kulturami starożytnej Grecji i Rzymu, oraz antropocentryzm. Filozofia uprawiana przez humanistów, w odróżnieniu od filozofii scholastycznej, przestaje być służebnicą teologii. Najbardziej znanym rysem humanizmu było zainteresowanie kulturą antyczną. Silne przywiązanie do kultury antycznej, odróżnia z kolei renesansową postać humanizmu od innych nurtów określanych tym mianem. Humanizm ożywił studia klasycznej łaciny i greki, co spowodowało odnowę nauki i filozofii starożytnej, a także klasycznej poezji i sztuki. Wypracował wzorzec „człowieka renesansu”, który swoją kreatywność rozwija w wielu różnych dziedzinach, osiągając w ten sposób pełnię człowieczeństwa.
Humanizm stawiał jednostkę w centrum zainteresowania, kładąc podstawy pod nowożytny indywidualizm. Koncentrował uwagę na sprawach ludzkich, godności człowieka i jego wolności. Propagował rozwój fizyczny, psychiczny i intelektualny oraz harmonijne współżycie w społeczeństwie, podkreślał możliwości ludzkiego rozumu, oraz wartość wiedzy o świecie i możliwość jej zdobycia.
Humanizm epoki odrodzenia swoim antropocentryzmem przeciwstawiał się niektórym tendencjom średniowiecza (szczególnie teocentryzmowi), w związku z czym nawiązywał do idei starożytności. Naczelne hasło humanizmu zaczerpnięte zostało z rzymskiego utworu komediopisarza Terencjusza II w. p.n.e. pt. Sam siebie karząc (Samoudręczyciel). Hasłem humanizmu stała się maksyma Terencjusza: Człowiekiem jestem i nic, co ludzkie, nie jest mi obce (łac. homo sum et nihil humani a me alienum esse puto). Popularne są też stwierdzenia Protagorasa: Człowiek jest miarą wszechrzeczy, jak i zawarte w słynnej „Mowie o godności człowieka” Giovanniego Pico della Mirandoli słowa: Człowiek jest kowalem swojego losu (łac. Homo fortunae suae ipse faber).
Znanymi reprezentantami humanizmu renesansowego byli m.in. holenderski teolog Erazm z Rotterdamu, angielski autor (i święty kościoła katolickiego) Thomas More, francuski pisarz François Rabelais, włoski poeta Petrarka, filozof Giovanni Pico della Mirandola, czy Leonardo da Vinci.